# Polyrhachis bihamata
Polyrhachis bihamata  (лат.) — вид древесных муравьёв рода полирахис (номинативный подрод Polyrhachis s.str.) из подсемейства Formicinae. Отличается тремя крючковидными длинными отростками-рогами на теле. Включён в «Лучшую двадцатку» новых видов из 1300, обнаруженных в результате нескольких экспедиций Международного общества сохранения природы (Conservation International) в рамках программы «Быстрого метода экспертных оценок» (RAP), которые она проводила по всему миру с 1990 года, отмечая 20-летний юбилей.

## Распространение
Юго-Восточная Азия: Вьетнам, Камбоджа, Китай, Лаос, Мьянма, Индонезия, Малайзия, Таиланд, Филиппины.

## Описание
Среднего размера древесные муравьи (около 1 см, самки до 13 мм). Голова чёрная. Грудь, петиолюс, брюшко и ноги красновато-коричневые или серовато-красные. Выделяется тремя парами длинных крючковидных отростков на тела: 2 на переднегруди, 2 на среднегруди (загнуты назад) и 2 самых длинных на петиолюсе (загнуты вперёд). Они защищают муравьёв и делают насекомых несъедобными для энтомофагов.
Усики 12-члениковые. Ширина головы рабочих (HW) 1,88-2,50 мм, длина головы (HL) 2,17-2,77 мм, длина скапуса усика (SL) 2,82-3,50 мм. Тело покрыто редкими полуотстоящими волосками. 
Стебелёк между грудкой и брюшком состоит из одного членика петиолюса, жало отсутствует. Вид был впервые описан в 1773 году британским энтомологом Дрю Друри  (Dru Drury; 1725—1804) под первоначальным названием Formica bihamata Drury, 1773, а в 1857 году английский энтомолог Фредерик Смит  (Frederic Smith, 1805—1879) включил его в состав рода Polyrhachis. Самка была впервые описана только в 1872 году австрийским мирмекологом Густавом Майром.